# Ricardo Levene
Ricardo Levene (Buenos Aires, 7 de febrero de 1885 - Buenos Aires, 13 de marzo de 1959), fue un historiador argentino, uno de los fundadores de la Nueva Escuela Histórica.

## Biografía
Estudió en el Colegio Nacional de Buenos Aires y en la Universidad de Buenos Aires, en la que se doctoró en Jurisprudencia y Leyes en 1906.
Fue profesor de Historia en el Colegio Nacional Mariano Moreno entre ese año y 1928. Desde 1911 fue profesor en la Facultad de Filosofía y Letras, inicialmente como suplente de la Cátedra de Sociología que dirigía Ernesto Quesada.[cita requerida] También dictó clases en diferentes universidades de la Argentina, como la Facultad de Derecho y Ciencias Sociales de la Universidad de Buenos Aires [cita requerida]y la Facultad de Humanidades y Ciencias de la Educación de la Universidad Nacional de La Plata (UNLP). Por un breve período entre 1930 y 1931 presidió la UNLP, y tras un período de inestabilidad institucional fue elegido para el período 1932 - 1935.
Desde 1915 se incorporó a la Junta de Historia, que con el tiempo llegaría a ser la Academia Nacional de la Historia, y fue su presidente entre 1927 y 1931. En 1925 se hizo cargo, como director ad-honorem, del Archivo Histórico de la Provincia de Buenos Aires. 
Desde mediados de la década de 1920 fue uno de los principales referentes de la Nueva Escuela Histórica, junto con Emilio Ravignani y, en menor medida, Rómulo Carbia, Diego Luis Molinari y Luis María Torres.
La Nueva Escuela pretendía profesionalizar y aplicar el método científico a los estudios históricos, dejando atrás un largo período durante el cual las publicaciones sobre historia tuvieron más bien un carácter de ensayos filosóficos y sociológicos, e incluso psicológicos. Durante la llamada Década Infame formó parte del grupo de historiadores con profunda vinculación con el gobierno. Formó parte del esfuerzo de imponer una visión de  educación patriótica promovida por los gobiernos conservadores. La memoria histórica fue considerada un asunto de Estado y se expresó en la creación de nuevas instituciones acordes con la perspectiva nacionalista del gobierno. Ricardo Levene fue una figura destacada de la divulgación de la historia oficialista en los ámbitos educativos.
Al respecto, escribió la historiadora  Maristella Svampa:

La Argentina del 30 es un país que se ha quedado sin presente. Vivir fue querer revivir. Como nunca antes en la historia nacional, el pasado se convirtió en un libreto imaginario del presente; los actores sociales cedieron ante las representaciones literarias. La historia —más que el sufragio universal o la eficacia instrumental y civilizadora— devino la mayor fuente de legitimación. Apoderarse de ella era capturar la única eficacia que aún parecía quedar en pie en la Argentina de aquellos años: la simbólica. Un ciclo de la historia nacional llegaba a su término. Era preciso pues recrear los mitos fundadores, producir nuevas interpretaciones, inventar otras matrices simbólicas [...] Pocas veces como a partir de entonces la memoria histórica fue considerada un asunto de Estado y, en ese sentido de las gestiones gubernativas

Simultáneamente, buscó conscientemente la formación de una identidad histórica común para los argentinos, que fuera capaz de absorber a los inmigrantes e hijos de inmigrantes.
Durante la década de 1930 se enfrentó abiertamente con el grupo conocido como los revisionistas. Tuvo una muy cercana relación con los gobiernos de la Década Infame, especialmente con el presidente Agustín Pedro Justo, que le encargó la fundación de la Comisión de Museos, Monumentos y Lugares Históricos, que presidió desde 1939 hasta 1946. Esta etapa de su vida lo llevó también a un progresivo enfrentamiento con Ravignani y sobre todo con Molinari, ambos de simpatías radicales. A través de la Academia Nacional de la Historia entre 1934 y 1953, llevándola rápidamente a representar una visión historiográfica "oficial". otros historiadores criticaron su estilo caracterizados por sus críticos como anacrónico y por su sesgo a favor de la historiografía mitrista.
En 1935 fue uno de los fundadores de la Academia Nacional de Ciencias de Buenos Aires. El 13 de octubre de 1935 fue orador en la Inauguración del Monumento al Cid Campeador en la Ciudad de Buenos Aires con una encendida defensa de los valores de la hispanidad.
Al llegar al poder el peronismo, se pronunció abiertamente en contra de este durante un tiempo residió en Chile. Tuvo una actuación secundaria en apoyo del golpe de Estado que derribó al gobierno de Juan Domingo Perón. Volvió a ser presidente de la Academia hasta su fallecimiento en 1959.
Su hijo, también llamado Ricardo Levene, más cercanos al peronismo fue ministro y presidente de la Corte Suprema de Justicia de la Nación Argentina.fue designado ministro de la Corte Suprema de Justicia por la presidenta María Estela Martínez de Perón y compartió el Tribunal, en distintos momentos con los doctores Agustín Díaz Bialet, Miguel Ángel Bercaitz, Héctor Masnatta y Pablo Antonio Ramella.

## Obras
- Los orígenes de la democracia argentina (1911)
- Causas criminales sobre intentada independencia en el Plata; 1805-1809 (1917)
- Ensayo histórico sobre la Revolución de Mayo y Mariano Moreno (1921)
- Introducción a la Historia del Derecho Indiano (1924)
- La anarquía de 1820 en Buenos Aires desde el punto de vista institucional (1932)
- Ideas sociales directrices de Joaquín V. González (1935)
- Síntesis sobre la Revolución de Mayo (1935)
- Historia de la Nación Argentina; desde los orígenes hasta la organización definitiva en 1862 (1936-1950)
- Vidas paralelas de los pueblos del Nuevo Mundo (1936). En: Letras (Lima), Vol. 2 Núm. 5. Doi: https://doi.org/10.30920/letras.2.5.1
- Significación histórica de Mariano Moreno (1937)
- El fundador de la biblioteca pública de Buenos Aires (1938)
- La fundación de la Universidad de Buenos Aires (1940)
- Las Provincias Unidas del Sud en 1811: consecuencias inmediatas de la Revolución de Mayo (1940)
- La Academia de Jurisprudencia y la vida de su fundador Manuel Antonio Castro (1941)
- Historia de la provincia de Buenos Aires y formación de sus pueblos (1941-1942)
- La cultura histórica y el sentimiento de la nacionalidad (1942)
- Historia del derecho argentino (1945)
- Derecho procesal penal (1945)[8]
- La realidad histórica y social argentina vista por Juan Agustín García (1945)
- Vida y escritos de Victorián de Villava (1946)
- Celebridades argentinas y americanas (1947)
- Las ideas históricas de Mitre (1948)
- En el tercer centenario de "Política indiana" de Juan de Solórzano Pereira (1948)
- Las ideas políticas y sociales de Mariano Moreno (1948)
- Antecedentes históricos sobre la enseñanza de la jurisprudencia y de la historia del derecho patrio en la Argentina (1949)
- Documentos del Congreso General Constituyente de 1824-1827 (1949)
- El genio político de San Martín (1950)
- El proceso histórico de Lavalle a Rosas (1950)
- Las Indias no eran colonias (1951)
- Contribución a la historia del Tribunal de Recursos Extraordinarios (1952)
- Investigaciones acerca de la historia económica del Virreinato del Plata (1952)
- El mundo de las ideas y la revolución hispanoamericana de 1810 (1956)
- Historia argentina contemporánea, 1862-1930 (1963)